# 1&1 Internet
1&1 Ionos (scris 1&1 IONOS și cunoscut anterior sub numele de 1&1 Internet) este o companie de găzduire web. A fost fondată în Germania în anul 1988 și este în prezent deținută de United Internet. În plus față de serviciile de găzduire web, 1&1 Ionos oferă și servicii de înregistrare de domenii, certificate SSL, servicii de e-mail, pachete constructor de site-uri web și găzduire cloud, precum și servere virtuale private și servere dedicate. Compania are două sedii centrale, unul localizat în Montabaur, Germania, iar celălalt în Chesterbrook, Pennsylvania. 1&1 Ionos numără aproximativ 2000 de angajați în 40 de țări, are 8 milioane de clienți, 10 centre de date și peste 90000 de servere. CEO-ul companiei este Achim Weiss.

## Istoric
În anul 2000, compania și-a schimbat numele în United Internet și și-a mutat divizia de produse la 1&1 Internet AG. În același an, 1&1 a început să opereze în Marea Britanie, iar trei ani mai târziu a început să deservească clienții din Statele Unite ale Americii. Unul dintre cele mai mari centre de date ale companiei din America de Nord se află în Lenexa, Kansas și găzduiește peste 40000 de servere.
În 2018, 1&1 a fuzionat cu ProfitBricks (fondată de Achim Weiss), o companie specializată în infrastructura de cloud, și a fost redenumită 1&1 Ionos. Procesul de rebranding a implicat schimbarea numelui, precum și un site web ușor modificat, însă oferta de servicii și gama de prețuri au rămas inițial la fel. Totuși, 1&1 Ionos a introdus în anul următor câteva servicii noi, inclusiv un serviciu de consultant personal pentru clienți. Începând cu luna septembrie 2019, 1&1 Ionos deține a doua poziție într-un clasament al cotelor de piață pentru furnizorii globali de găzduire web.
Weiss a explicat astfel motivele pentru rebranding:
„Întrucât această nouă companie este mai mult decât un furnizor de găzduire web, am optat pentru un nume nou, iar Ionos se potrivește perfect. Este inspirat din ionosferă, stratul superior al atmosferei Pământului, care conține o concentrație foarte mare de ioni și electroni liberi. Este o imagine care inspiră, fie că o privim de jos, de pe Pământ sau de sus, din spațiu și este, desigur, situată în nori".

## Eforturi ecologice
1&1 Ionos utilizează metode sustenabile pentru reducerea emisiilor de carbon, inclusiv utilizarea energiei regenerabilă în proporție de 100% în centrele de date și clădirile administrative din Marea Britanie și Germania. Emisiile de carbon din celelalte locații din lume sunt compensate fie prin certificate verzi, fie utilizând surse locale de energie regenerabilă.

## Întreruperi de servere
În aprilie 2019, clienții din Marea Britanie s-au plâns de întreruperi de servere de lungă durată cauzate de o sursă de alimentare neîntreruptibilă (UPS) care nu funcționa corect, ceea ce a dus la căderea site-urilor web. Personalul din call center nu a putut răspunde la întrebările adresate de clienți, întrucât instrumentele de suport nu funcționau corect. 1&1 Ionos a reparat, în cele din urmă, defecțiunea, declarând : „Atunci când au loc astfel de evenimente, avem pregătite sisteme UPS și generatoare de urgență care asigură alimentarea neîntreruptă cu energie în cazul unei urgențe. Unul dintre cele cinci sisteme UPS din centrul de date afectat a suferit o defecțiune tehnică, ceea ce a însemnat că mai multe servere au suferit de o lipsă temporară de alimentare și au trebuit să fie repornite. Întrucât sistemele de fișiere au necesitat reparații în urma penei de curent, unele servere nu au putut fi i disponibile mediat. Continuăm să investigăm cauza erorii sistemului UPS afectat, dar, cu toate acestea, toate sistemele UPS sunt din nou funcționale.”